# Беатриса д’Авен
Беатриса д’Авен (ум. 25 февраля 1321) — дочь Бодуэна д’Авена и его супруги Фелисите де Куси.
В 1265 году она вышла замуж за граф Люксембурга Генриха VI. У них было пятеро детей:
- Генрих VII (1269/1275, Валансьен — 24 августа 1313, Буонконвенто, близ Сиены)[2] — граф Люксембурга с 5 июня 1271, король Германии (римский король) с 27 ноября 1308, император Священной Римской империи с 13 июня 1311
- Валеран (умер 21 июля 1311, Брешиа, похоронен в Санта Антонине, Верона) — сеньор де Дурле, де Тиримон и де Консорр
- Маргарита (умерла 14 февраля 1336, Трир) — монахиня в Лилле с 1294, аббатиса Мариенталя с 1301/1314
- Фелицита (умерла 6 октября 1336, аббатство Бомон, близ Валансьена, похоронена в аббатстве Бомон); муж с 4 октября 1298, Брюссель: Генрих Лувенский (умер 8 февраля 1309/17 июня 1311), владетель Газбека
- Бодуэн (осень 1285—21 января 1354, Трир, похоронен в соборе Трира) — архиепископ Трирский с 1307

Беатриса д’Авен умерла в 1321 году в возрасте около пятидесяти трёх лет.